# Montserrat Busqué i Barceló
Montserrat Busqué i Barceló (Sabadell, Vallès Occidental, 30 de gener de 1943 - 25 d'agost de 2008) fou música i mestra, una de les pioneres de la pedagogia musical en el que s'anomena escola activa, a les dècades de 1970 i 1980. Va publicar Virolet Sant Pere l'any 1977, el primer recull de cançons populars catalanes adreçades als mestres de música després del franquisme. L'any 1967 començà a dirigir el grup que s'acabaria convertint en la Coral Belles Arts de Sabadell.

## Biografia
Cursà estudis musicals i de piano als conservatoris de Sabadell i Barcelona i els va perfeccionar a l'Acadèmia Marshall. Paral·lelament, va estudiar pedagogia i s'especialitzà en pedagogia musical, sobretot per als més menuts, ja que considerava que el treball amb els infants és el punt més sensible i determinant en el procés maduratiu de l'individu. Feu de mestra de música en diferents escoles i treballà a l'Escola de Pedagogia Musical, la qual difon el mètode d'Ireneu Segarra. Més endavant exercí de professora a l'Escola de Mestres de la Universitat Autònoma de Barcelona. Va ser promotora de l'equip de professors del Pla d'Actuació de Música, Plàstica i Educació Física de l'Ajuntament de Sabadell, del 1985 al 1990. També participà en l'elaboració del programa de música del cicle inicial promogut pel Departament d'Ensenyament de la Generalitat de Catalunya l'any 1981-82. A part de publicar diversos llibres, va escriure –sola o en col·laboració– per a les revistes Perspectiva escolar, Infància, Cuadernos de Pedagogía i Reforma de la escuela.

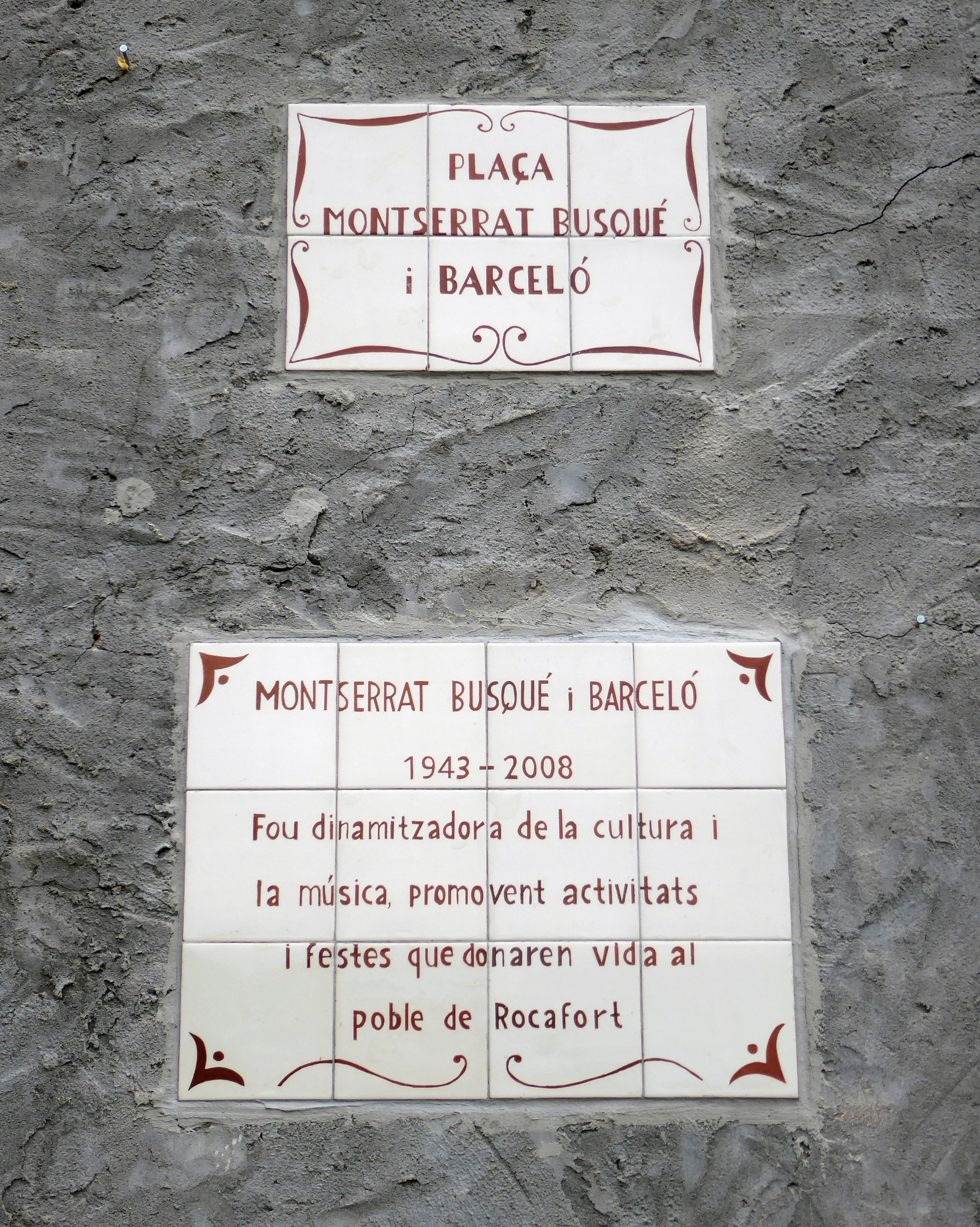
Placa de la pl. de Montserrat Busqué a Rocafort de Vallbona, inaugurada el 2024

A més del vessant pedagògic, col·laborà desinteressadament durant més d'una dotzena d'anys amb Antaviana –centre de malalts mentals de la Corporació Sanitària Parc Taulí de Sabadell– preparant-ne el festival anual. Va recollir els goigs i el folklore del poble on estiuejava, Rocafort de Vallbona, i el publicà l'any 1993 en el recull Rocafort de Vallbona. Cançons, jocs i costums. Amb el seu estudi estimulà els habitants de Rocafort a recuperar els gegants i altres elements de la cultura popular de la vila.
L'Escola Virolet del barri de Can Llong de Sabadell deu el nom a Montserrat Busqué. "Virolet" és un homenatge a l'autora de Virolet Sant Pere i Virolet Sant Pau, reeditats el 2008. L'any 2014, el diari La Vanguardia es feia ressò de la demanda de dedicar un carrer a Montserrat Busqué.
El 31 de març de 2024, es va inaugurar la plaça de Montserrat Busqué a Rocafort de Vallbona, el poble on va estiuejar del 1973 al 2008 i on va dinamitzar completament la vida de la cultura popular, recuperant les caramelles i la dansa de Sant Cosme i Sant Damià, creant cinc gegants i formant grups de grallers i de flabiolaires.

## Publicacions
- Expresión y arte en la escuela 3: La expresión musical / La expresión como auxiliar didáctico (amb C. Aimerich i M. Aymerich). Barcelona: Editorial Teide, 1971.
- Virolet Sant Pere. Amb pròleg d'Ireneu Segarra i il·lustracions de Montse Ginesta. Barcelona: Publicacions de l'Abadia de Montserrat, 1977.
- Virolet Sant Pau. Amb il·lustracions de Montse Ginesta. Barcelona: Publicacions de l'Abadia de Montserrat, 1981.
- La música a l'escola. Recursos didàctics 1 (amb M. A. Arnaus, M. D. Bonal, J. A. Casas, P. Figueras, M. T. Giménez, P. Jorba, M. T. Malagarriga, S. Riera, J. Serra, M. J. Serra i C. Valls). Barcelona: ICE – UPC i Departament d'Ensenyament, 1983.
- Xim, na, na, nà. 5-6 anys (amb A. Bach, M. Badia, N. Casanovas, H. Cassina, N. Lluveras, E. Querol, J. M. Pons i M. Torruella). Barcelona: Publicacions de l'Abadia de Montserrat, 1983.
- Pim, pam, repicam. 4–5 anys (amb A. Bach, M. Badia, N. Casanovas, H. Cassina, N. Lluveras, E. Querol, J. M. Pons i M. Torruella). Barcelona: Publicacions de l'Abadia de Montserrat, 1983.
- La música al parvulari - 1. Continguts. Barcelona: Publicacions de l'Abadia de Montserrat, 1984.
- Jocs de falda. Barcelona: Institut de Ciències de l'Educació de la Universitat Autònoma de Barcelona, 1991.
- Rocafort de Vallbona. Cançons, jocs i costums. Amb pròleg de Lluís Foix i il·lustracions de David Cabestany. Lleida: Pagès Editors, 1993.
- "L'inici de l'educació musical" dins I Congrés de Música a Catalunya (recull de les 93 ponències del congrés). Barcelona: Dinsic Publicacions Musicals i Consell Català de la Música, 1995.
- Ximic. Jocs tradicionals (amb Maria Antònia Pujol). Berga: Amalgama Edicions, 1996.
- Tocar totes les tecles (amb Ll. Barberà, M. Castellví, A. de la Cruz, C. Llongueras, T. Soler i C. Vidal). Barcelona: Associació de Mestres Rosa Sensat, 1998 (Col·lecció Temes d'infància, núm. 30).
- Tunc que tan tunc (Cançoner de Nadal 1. Per als més menuts) (amb Marta Badia). Tarragona: Arola Editors, 2002.
- Tunc que tan teta (Cançoner de Nadal 2. Per als més menuts) (amb Marta Badia). Tarragona: Arola Editors, 2002.
- Demà és festa: cançó popular. Volum 2 de Llegim i escrivim. Amb il·lustracions de Ricard Aranda. Vic: Eumo, 2005.